# Patrick Johnstone
Patrick Johnstone (* 1938) ist ein britischer evangelikaler Theologe und Missionar, Bibelübersetzer, Forscher und Autor des Buches Operation World, das in 16 Sprachen übersetzt und weltweit in mehr als 2,5 Millionen Exemplaren aufgelegt wurde.

## Leben
Johnstone ist der älteste Sohn eines nordirischen Vaters und einer niederländischen Mutter und hat fünf jüngere Geschwister. 1959 begann er an der Universität in Bristol Chemie zu studieren. Bei einem christlichen Treffen hörte er Glyndwr Davies über seine Arbeit bei der Dorothea-Mission in städtischen Gemeinden im südlichen Afrika sprechen. Er soll daraufhin Christ geworden sein und habe als Missionar und Evangelist arbeiten wollen. So ging er 1962 nach Südafrika, wo er seine theologische Ausbildung am Bible College der Dorothea Mission in Pretoria abschloss.
Danach war er als evangelikaler Missionar in Kenia, Südafrika und Simbabwe tätig. Er lernte verschiedene afrikanische Sprachen, so Afrikaans, Nambya, Shona und Sindebele, die im südlichen Afrika gesprochen werden. Johnstone wurde 1980 Teil des Führungsteams von WEC International, einer evangelikalen Missions- und Gemeindegründungsgesellschaft. Seine Aufgaben dort waren Strategie und Forschung evangelikaler Mission. Sechs Jahre war er auch stellvertretender internationaler Direktor der WEC. Er beteiligte sich auch an der Lausanner Bewegung. In den 90er Jahren war er Co-Leiter mit John Robb von World Vision für AD2000. Er arbeitete auch eng mit David Barrett, Todd Johnson und weiteren Forschern von WCE zusammen, woraus das Joshua Projekt entwickelt wurde.

## Operation World
Johnstone begann bereits in den 60er Jahren systematisch Daten über die Welt zu sammeln und aufzuarbeiten, die auch im Zusammenhang mit Evangelisation und Mission standen. Eine erste gedruckte, 30-seitige Broschüre mit dem Titel Operation World kam 1965 heraus. Eine zweite, umfassendere Auflage erschien 1973. Ralph D. Winter vom U.S. Center for World Mission (USCWM) und George Verwer von Operation Mobilisation (OM) bewirkten eine Neuauflage 1978 und förderten deren weltweiten Vertrieb. Seither wurden mehr als 2,5 Millionen Exemplare weltweit in sieben Ausgaben und 16 Sprachen gedruckt und verteilt.

## Publikationen
- Operation World: A Day-To-Day Guide to Praying for the World. Multnomah 1987. ISBN 978-0-90082-842-3, (viele Auflagen, so auch O.M. Literature, ISBN 978-3-10204-046-0)
- Gebet für die Welt: Das einzigartige Handbuch: Umfassende Informationen zu über 200 Ländern. Hänssler Verlag, Neuhausen 2003. ISBN 978-3-77513-722-5
- The Church is Bigger than you think. Structures and Strategies for the Church in the 21st Century. Geanies House, Bulstrode 1998
- The Future of the Global Church: History, Trends and Possibilities. Authentic Media, 2011. ISBN 978-1-85078-966-6

## Privates
1968 heiratete Johnstone die Britin Jill Amsden, die ebenfalls in der Dorothea-Mission arbeitete. Sie hatten zusammen drei Kinder. Jill erkrankte 1990 an Krebs und starb 1992. 1995 heiratete er die US-Amerikanerin Robyn Erwin, die bei WEC tätig war. Sie leben im englischen Cambridgeshire.